# فرصة العمر (مسلسل 1976)
فرصة العمر مسلسل فكاهي مصري، إنتج عام 1976 بطولة محمد صبحي و سامي فهمي و إنعام سالوسة و صافيناز الجندي و حلمي هلالي ، من تأليف لينين الرملي وإخراج أحمد بدر الدين.